# لودفيغ باومان
لودفيغ باومان (بالألمانية: Ludwig Baumann)‏ هو مغني أوبرا ألماني، ولد في 9 نوفمبر 1950 في روزنهايم في ألمانيا.